# Lago Kolima
El lago Kolima (en finés: Kolimajärvi) es un gran lago en el centro del país europeo de Finlandia.

## Descripción
Es un cuerpo de agua abierto con pocas islas y algunos grupos de rocas. Casi la mitad del lago está protegido como parte del programa de la red Natura 2000 debido al buen estado natural y hidrológico del lago. El pescado típico del lago es el vendace. Lugar ideal para practicar piragüismo, hay mapas disponibles para los turistas que disfrutan del agua. Una ruta parte desde Pihtipudas y va hacia el sur hasta los rápidos de Kärnänkoski. tiene una longitud máxima de 5 km (3,1 millas) y un ancho máximo de 30 km (19 millas), una profundidad media de 8,61 m (28,2 pies) y una profundidad que alcanza un máximo de 66,31 m (217,6 pies).